# Сумський фаховий коледж Національного університету харчових технологій
Сумський коледж харчової промисловості — вищий навчальний заклад у Сумах. Зараз відокремлений структурний підрозділ Національного університету харчових технологій. За 80 років існування тут навчалося близько 15 тисяч спеціалістів харчової промисловості.

## Загальне
Технікум здійснює свою діяльність на підставі ліцензії Міністерства освіти і науки України № 363353 серія АВ (рішення ДАК від 26.06.2007 р., протокол № 67), а також Положення про Сумський технікум харчової промисловості Національного університету харчових технологій, прийнятого на зборах трудового колективу 07 липня 2002 року і схваленого Вченою радою НУХТ 25 вересня 2003 року.
Технікум акредитований в повному обсязі за статусом вищого закладу освіти І (першого) рівня.
Технікум має договір про спільну підготовку фахівців з Сумським державним університетом (спеціальність 5.05010201 «Обслуговування комп'ютерних систем і мереж»).
В технікумі працюють 50 штатних викладачів, з них: 62 % мають вищу і першу кваліфікаційну категорії, 3 викладачі-методисти, 10 нагороджені знаком «Відмінник освіти України», 1 викладач має звання «Старший викладач», 12 нагороджені Почесними грамотами МОН, 13 — Почесними грамотами НУХТ. Середній вік викладачів 40 років.

### Спеціальності
Технікум готує фахівців за такими спеціальностями:
1. Виробництво цукристих речовин та полісахаридів
2. Обслуговування комп'ютерних систем і мереж
3. Монтаж, обслуговування засобів і систем автоматизації технологічного виробництва
4. Виробництво хліба, кондитерських, макаронних виробів і харчоконцентратів

Виробництво цукристих речовин та полісахаридів
Молодший спеціаліст (технік-технолог) призначений для роботи на посадах начальника зміни, техніка-технолога (змінного технолога), начальника цеху, хіміка по сировині, техніка-лаборанта. Поглиблене вивчення комп'ютерної техніки, хімічних технологій, мікробіології, метрології дозволяє технікам-технологам з успіхом працювати на різноманітних переробних підприємствах, у лабораторіях і центрах стандартизації та сертифікації.
Обслуговування комп'ютерних систем і мереж
Молодший спеціаліст (технік з обчислювальної техніки) підготовлений для роботи в більшості галузей народного господарства. Може займати первинні посади: начальник зміни обчислювального (інформаційно-обчислювального) центру; технік обчислювального (інформаційно-обчислювального) центру; оператор електронно-обчислювальних машин; помічник системного адміністратора; технік — регулювальник обчислювального центру; технік з програмного забезпечення; технік електронної апаратури.
Монтаж, обслуговування засобів і систем автоматизації технологічного виробництва
Молодший спеціаліст (технік-електромеханік) готується для роботи в цехах і лабораторіях метрологічної служби підприємств, відділах головного механіка та головного енергетика на підприємствах харчової промисловості, а також у науково-дослідних і проектно-конструкторських організаціях на посадах начальника цеху, дільниці, метролога, майстра по ремонту електронних приладів, мікропроцесорної техніки та засобів автоматизації. Значний обсяг навчального плану передбачає вивчення сучасної комп'ютерної техніки.
Виробництво хліба, кондитерських, макаронних виробів і харчоконцентратів
Молодший спеціаліст (технік-технолог) готується для роботи на підприємствах харчової промисловості (хлібозаводах, кондитерських, макаронних фабриках, харчоконцентратних підприємствах, заводах продтоварів) на посадах технолога, начальника цеху, контролера готової продукції і інше. За період навчання значний обсяг підготовки відводиться оволодінню комп'ютерною технікою.

### Юридична адреса
Юридична адреса технікуму: 40030 м. Суми, вул. Ярослава Мудрого, 60. ідентифікаційний код 26440067

## Матеріально-технічна база
Технікум розташований в двох навчальних корпусах, загальна площа яких становить 11664 м². Навчальні корпуси з'єднані між собою перехідною галереєю, а головний корпус з'єднаний переходом з гуртожитком секційного типу на 450 місць. Спортивний зал розташований в окремому приміщенні загальною площею 474 м².
Для проведення навчально-тренувальних і оздоровчих занять в технікумі є гімнастичний комплекс, спортивний майданчик, військова полоса перешкод, силова та борцівська кімнати з відповідними спортивними снарядами і інвентарем, 25-метровий стрілецький тир. В технікумі постійно діє 9 спортивних секцій. Працює студентська їдальня на 120 посадочних місць.
Відповідно до діючих навчальних планів і програм підготовки спеціалістів в навчальному закладі обладнано 20 профільних лабораторій, 21 кабінет, а також 2 спеціалізовані дільниці для проведення слюсарно-механічної та електрорадіомонтажної практик.
З 1996 року в технікумі функціонує обчислювальний центр. 10 комп'ютерних класів повністю забезпечують професійну підготовку фахівців всіх спеціальностей. Сьогодні в навчальному закладі експлуатується 193 одиниці комп'ютерної техніки, крім того в достатній кількості є сканери, лазерні та струменеві принтери, широкоформатний принтер формату А1, два мультимедійні пристрої.
Технікум має безлімітне під'єднання до інформаційної мережі INTERNET, а локальна мережа закладу забезпечує до неї доступ практично всіх студентів та викладачів, а також мешканців гуртожитку.

## Історія
1 жовтня 1928 року при Сумській механічній профшколі було відкрите хімічне відділення цукрової промисловості.
З 24 серпня 1930 року на базі цього відділення створено хімічний технікум цукрової промисловості, який підпорядковується «Союзцукру» за адресою вулиця Ковалевська, 10, зараз вулиця Пролетарська, 60.
1 серпня 1934 року хімічний технікум цукрової промисловості був перейменований в технологічний технікум цукрової промисловості з підпорядкуванням Наркомхарчопрому СРСР.
7 серпня 1937 року відбулося об'єднання хіміко-технологічного технікуму з обліково-бухгалтерським в один навчальний заклад — Сумський технологічний технікум. Тоді технікум мав два відділення: хіміко-технологічне і обліково-бухгалтерське.
15 вересня 1941 року технікум тимчасово припинив свою діяльність у зв'язку з Великою Вітчизняною війною.
З 8 січня 1944 року технікум розпочав свою роботу під назвою Сумський технологічний технікум цукрової промисловості.
Великий внесок у справу відродження технікуму у перші післявоєнні роки зробив директор Чернявський І. Г. та очолюваний ним педагогічний колектив. На посаді директора Чернявський І. Г. працював з 1947 по 1979 рр.
У 1955 році вперше був здійснений прийом зі спеціальності «Хлібопекарське виробництво». У 1958 році відкрито заочне відділення.
1964 рік — методом народної будови побудовано спортивний зал.
З 1 вересня 1965 року завдяки значній роботі адміністрації технікуму та викладача Жирнова А. А. в технікумі відкрито нову спеціальність — «Експлуатація автоматизованих систем у харчовій промисловості».
У 1970 році побудовано навчально-лабораторний корпус.
У 1972 році побудовано гуртожиток на 450 місць.
У 1984 році наказом Міністерства вищої освіти СРСР технікум визначено як базовий навчальний заклад. З цього часу і по 2006 рік директор технікуму Лутаєнко В. І. очолює Раду директорів навчальних закладів І-ІІ рівнів акредитації Сумської області.
У 1990 році навчальний заклад перейменовано на Сумський технікум харчової промисловості.
Вперше в області в 1996 році розпочато прийом зі спеціальності «Обслуговування комп'ютерних та інтелектуальних систем і мереж».
У 1997 році технікум підпорядковано Міністерству освіти України
З 1979 по 2008 роки технікум очолював директор Лутаєнко Володимир Іванович, який закінчив Воронезький технологічний інститут за спеціальністю «Машини і апарати харчових виробництв», викладач — методист вищої категорії, нагороджений знаком «Відмінник освіти України», орденом «Знак Пошани».
З 1 вересня 2008 року директором технікуму призначено Барилюка Юрія Ананійовича, який до цього працював заступником директора з навчально-виробничої роботи.
Заснований на державній формі власності, підпорядкований Міністерству освіти і науки України (з 1 липня 1997 р., Постанова Кабінету Міністрів України № 491 від 24.05.1997 року), з 03 липня 2003 року технікум став відокремленим структурним підрозділом Національного університету харчових технологій (наказ Міністерства освіти і науки України № 436 від 03.07.2003 року).
З 1 вересня 2004 року на базі технікуму створений Заочний факультет Національного університету харчових технологій міста Києва (IV рівень акредитації). Випускники технікуму мають змогу вступити на ІІІ курс цього факультету і отримати вищу освіту за спорідненою спеціальністю.